# Jennifer Brady
Jennifer Brady (Harrisburg, Pennsylvania, Amerikai Egyesült Államok, 1995. április 12. –) amerikai hivatásos teniszezőnő.
2014 óta tartó pályafutása során egyéniben egy WTA- és négy ITF-tornagyőzelmet szerzett, párosban egy WTA- és öt ITF-tornán végzett az első helyen. Legmagasabb világranglista helyezése egyéniben a 2021. február 22-én elért 13. helyezés, párosban 2019. augusztus 19-én a 44. helyen állt.
A Grand Slam-tornákon a legjobb eredménye egyéniben a 2021-es Australian Openen elért döntő, ahol a japán Ószaka Naomi ellen maradt alul. A legjobb eredménye párosban az elődöntő, amelyig a 2019-es Australian Openen és a 2023-as US Openen jutott.

## Grand Slam-döntői

### Egyéni

#### Elveszített döntői (1)
| Év   | Torna           | Ellenfél a döntőben | Eredmény a döntőben |
| 2021 | Australian Open | Ószaka Naomi        | 4–6, 3–6            |

## WTA döntői

### Egyéni

#### Győzelmei (1)
| Összesítés            |                               |
| Grand Slam-torna (0)  |                               |
| Premier Mandatory (0) | WTA 1000 (mandatory)* (0)     |
| Premier Five (0)      | WTA 1000 (non-mandatory)* (0) |
| Premier (0)           | WTA 500* (0)                  |
| International (1)     | WTA 250* (0)                  |

*2021-től megváltozott a tornák kategóriáinak elnevezése.
|    | Dátum               | Torna                    | Borítás | Ellenfél a döntőben | Eredmény a döntőben | Eredmény a döntőben |
| 1. | 2020. augusztus 16. | Top Seed Open, Lexington | Kemény  | Jil Teichmann       | 6–3, 6–4            |                     |

#### Elveszített döntői (1)
|    | Dátum             | Torna                      | Borítás | Ellenfél a döntőben | Eredmény a döntőben | Eredmény a döntőben |
| 1. | 2021. február 20. | Australian Open, Melbourne | Kemény  | Ószaka Naomi        | 4–6, 3–6            | részletek           |

### Páros

#### Győzelmei (1)
| Összesítés                    |
| Grand Slam-torna (0)          |
| WTA 1000 (mandatory)* (0)     |
| WTA 1000 (non-mandatory)* (0) |
| WTA 500* (1)                  |
| WTA 250* (0)                  |

|    | Dátum             | Torna                                | Borítás   | Partner        | Ellenfél a döntőben                    | Eredmény a döntőben | Eredmény a döntőben |
| 1. | 2021. április 25. | Porsche Tennis Grand Prix, Stuttgart | Salak (f) | Ashleigh Barty | Desirae Krawczyk Bethanie Mattek-Sands | 6–4, 5–7, [10–5]    |                     |

## WTA 125K döntői

### Egyéni

#### Elveszített döntői (1)
|    | Dátum         | Torna                                                                   | Borítás | Ellenfél a döntőben | Eredmény a döntőben | Eredmény a döntőben |
| 1. | 2019. március | Oracle Challenger Series – Indian Wells, Indian Wells, Egyesült Államok | Kemény  | Viktorija Golubic   | 6–3, 5–7, 3–6       |                     |

### Páros

#### Elveszített döntői (1)
|    | Dátum         | Torna                                                                   | Borítás | Partner    | Ellenfelek a döntőben            | Eredmény a döntőben | Eredmény a döntőben |
| 1. | 2018. március | Oracle Challenger Series – Indian Wells, Indian Wells, Egyesült Államok | Kemény  | Vania King | Taylor Townsend Yanina Wickmayer | 4–6, 4–6            |                     |

## ITF-döntői (9–2)

### Egyéni: 6 (4–2)
| Díjazás               |
| --------------------- |
| $100,000 torna        |
| $75,000 torna         |
| $50,000/$60,000 torna |
| $25,000 torna         |
| $15,000 torna         |
| $10,000 torna         |

| Borításonként |
| ------------- |
| Kemény (3–2)  |
| Salak (1–0)   |
| Fű (0–0)      |
| Szőnyeg (0–0) |

| Eredmény | No. | Dátum            | Torna                            | Borítás | Ellenfél        | Eredmény         |
| -------- | --- | ---------------- | -------------------------------- | ------- | --------------- | ---------------- |
| Győztes  | 1–0 | 2014. szeptember | ITF Redding, USA                 | Kemény  | Lauren Embree   | 6–2, 6–1         |
| Döntős   | 1–1 | 2014. november   | John Newcombe Pro Challenge, USA | Kemény  | Irina Falconi   | 6–7(3), 2–6      |
| Döntős   | 1–2 | 2015. július     | ITF El Paso, USA                 | Kemény  | Jamie Loeb      | 7–6(7), 4–6, 2–6 |
| Győztes  | 2–2 | 2015. október    | ITF Rock Hill, USA               | Kemény  | Andrea Gámiz    | 7–5, 6–4         |
| Győztes  | 3–2 | 2016. május      | ITF Indian Harbour Beach, USA    | Salak   | Taylor Townsend | 6–3, 7–5         |
| Győztes  | 4–2 | 2016. augusztus  | Challenger de Granby, Kanada     | Kemény  | Volha Havarcova | 7–5, 6–2         |

### Páros: 5 (5–0)
| Díjazás        |
| -------------- |
| $100,000 torna |
| $75,000 torna  |
| $50,000 torna  |
| $25,000 torna  |
| $15,000 torna  |
| $10,000 torna  |

| Borításonként |
| ------------- |
| Kemény (3–0)  |
| Salak (1–0)   |
| Fű (1–0)      |
| Szőnyeg (0–0) |

| Eredmény | No. | Dátum            | Torna                            | Borítás | Partner           | Ellenfelek                      | Eredmény         |
| -------- | --- | ---------------- | -------------------------------- | ------- | ----------------- | ------------------------------- | ---------------- |
| Győztes  | 1.  | 2011. október    | ITF Amelia Island, USA           | Salak   | Kendal Woodward   | Erin Clark Ven Hszin            | 5–7, 6–1, [10–7] |
| Győztes  | 2.  | 2011. október    | ITF Montego Bay, Jamaica         | Kemény  | Nikola Hübnerová  | Ximena Hermoso Ivette López     | 6–3, 6–1         |
| Győztes  | 3.  | 2014. szeptember | ITF Redding, USA                 | Kemény  | Lauren Embree     | Alexandra Facey Kat Facey       | 6–3, 6–2         |
| Győztes  | 4.  | 2015. július     | ITF El Paso, USA                 | Kemény  | Alexa Guarachi    | Robin Anderson Maegan Manasse   | 3–6, 6–3, [10–7] |
| Győztes  | 5.  | 2019. június     | Surbithon Trophy, Nagy-Britannia | Fű      | Caroline Dolehide | Heather Watson Yanina Wickmayer | 6–3, 6–4         |

## Eredményei Grand Slam-tornákon

### Egyéni
| Grand Slam | Australian Open | Australian Open      | Roland Garros  | Roland Garros       | Wimbledon      | Wimbledon          | US Open        | US Open            |
| Év         | Eredmény        | Utolsó ellenfél      | Eredmény       | Utolsó ellenfél     | Eredmény       | Utolsó ellenfél    | Eredmény       | Utolsó ellenfél    |
| 2014       | –               | –                    | –              | –                   | –              | –                  | Selejtező (Q1) | Selejtező (Q1)     |
| 2015       | –               | –                    | –              | –                   | –              | –                  | Selejtező (Q1) | Selejtező (Q1)     |
| 2016       | –               | –                    | Selejtező (Q3) | Selejtező (Q3)      | Selejtező (Q1) | Selejtező (Q1)     | Selejtező (Q3) | Selejtező (Q3)     |
| 2017       | 4. kör          | Mirjana Lučić-Baroni | 1. kör         | Kristina Mladenovic | 2. kör         | Dominika Cibulková | 4. kör         | Karolína Plíšková  |
| 2018       | 1. kör          | Magda Linette        | 2. kör         | Julija Putyinceva   | 2. kör         | Anett Kontaveit    | 1. kör         | I-C Begu           |
| 2019       | Selejtező (Q3)  | Selejtező (Q3)       | 2. kör         | Polona Hercog       | 1. kör         | Petra Martić       | 1. kör         | A Szasznovics      |
| 2020       | 1. kör          | Simona Halep         | 1. kör         | Clara Tauson        | elmaradt       | elmaradt           | Elődöntő       | Ószaka Naomi       |
| 2021       | Döntő           | Ószaka Naomi         | 3. kör         | Cori Gauff          | –              | –                  | –              | –                  |
| 2022       | –               | –                    | –              | –                   | –              | –                  | –              | –                  |
| 2023       | –               | –                    | –              | –                   | –              | –                  | 3. kör         | Caroline Wozniacki |

### Páros
| Grand Slam | Australian Open               | Australian Open                 | Roland Garros            | Roland Garros                         | Wimbledon           | Wimbledon                       | US Open                  | US Open                              |
| Év         | Eredmény Partner              | Utolsó ellenfél                 | Eredmény Partner         | Utolsó ellenfél                       | Eredmény Partner    | Utolsó ellenfél                 | Eredmény Partner         | Utolsó ellenfél                      |
| 2014       | –                             | –                               | –                        | –                                     | –                   | –                               | 1. kör Samantha Crawford | Varvara Lepchenko Cseng Szaj-szaj    |
| 2015       | –                             | –                               | –                        | –                                     | –                   | –                               | –                        | –                                    |
| 2016       | –                             | –                               | –                        | –                                     | –                   | –                               | –                        | –                                    |
| 2017       | –                             | –                               | 2. kör Alison Riske      | Andreja Klepač MJ Martínez Sánchez    | 1. kör Alison Riske | B Mattek-Sands Lucie Šafářová   | 1. kör Alison Riske      | J Makarova Jelena Vesznyina          |
| 2018       | Negyeddöntő Vania King        | I-C Begu Monica Niculescu       | 3. kör Vania King        | Irina Bara Mihaela Buzărnescu         | 2. kör Aojama Súko  | Gabriela Dabrowski Hszü Ji-fan  | 2. kör Asia Muhammad     | Dalila Jakupović Irina Hromacsova    |
| 2019       | Elődöntő Alison Riske         | Babos Tímea Kristina Mladenovic | 1. kör Alison Riske      | Nicole Melichar Květa Peschke         | 2. kör Alison Riske | Babos Tímea Kristina Mladenovic | 1. kör Alison Riske      | Raluca Olaru Jang Csao-hszüan        |
| 2020       | Negyeddöntő Caroline Dolehide | Hszie Su-vej Barbora Strýcová   | 2. kör Caroline Dolehide | Barbora Krejčíková Kateřina Siniaková | elmaradt            | elmaradt                        | 1. kör Caroline Dolehide | Okszana Kalasnikova Alla Kudrjavceva |
| 2021       | 2. kör Ashleigh Barty         | Elise Mertens Arina Szabalenka  | –                        | –                                     | –                   | –                               | –                        | –                                    |
| 2022       | –                             | –                               | –                        | –                                     | –                   | –                               | –                        | –                                    |
| 2023       | –                             | –                               | –                        | –                                     | –                   | –                               | Elődöntő Luisa Stefani   | Laura Siegemund Vera Zvonarjova      |

## Év végi világranglista-helyezései
| Év     | 2011 | 2012 | 2013  | 2014 | 2015 | 2016 | 2017 | 2018 | 2019 | 2020 | 2021 | 2022 |
| Egyéni | –    | –    | 600.  | 267. | 229. | 111. | 64.  | 116. | 56.  | 24.  | 25.  | –    |
| Páros  | 714. | –    | 1236. | 487. | 307. | 380. | 209. | 75.  | 50.  | 72.  | 81.  | –    |